# Нова Кардија
Нова Кардија (грч. Νέα Καρδιά, Неа Кардија) је насељено место у општини Кожани у периферији Западна Македонија, Грчка. Према попису из 2021. године било је 423 становника.
Насеље је подигнуто 1976. године насељавањем дела мештана словенског села Требино (Кардија) које је исељено због експлоатације угља. Нова Кардија је била део села Кила, да би 2013. године постала посебно насеље.